# جاكوبو روبالكابا
جاكوبو روبالكابا هو موزع وملحن كوبي، ولد في 1895 في Sagua La Grande ‏ في كوبا، وتوفي في 1960 في بينار ديل ريو في كوبا بسبب حادث مرور.